# 孟加拉人民共和國臨時政府
孟加拉人民共和國临时政府，普遍被称为穆治那加政府（Mujibnagar Government）, 是孟加拉人在孟加拉国解放战争时在印度加尔各答设立的流亡政府。临时政府成立于1971年4月，并确立了早前孟加拉国领袖谢赫·穆吉布·拉赫曼在3月26日于东巴基斯坦的独立宣言。谢赫·穆吉布接着被西巴基斯坦扣留，而由孟加拉国人民联盟领导的孟加拉国解放运动在巴基斯坦陆军的殘酷鎮壓下从达卡逃离。
人民聯盟的高層領導和從巴基斯坦公务和武装组织的孟加拉投诚者于1971年4月10日成立了孟加拉國臨時政府，并于4月17日在孟加拉國西北部梅黑爾布爾縣邊境小鎮拜迪亚纳塔拉（Baidyanathtala；布伊德多纳托拉）和博博帕拉的芒果園裡舉行的正式宣誓儀式就職。Baidyanathtala接着被臨時政府更名為穆治那加（意为穆吉布的城市）作為对高声望的謝赫·穆吉布做出致敬，而当时穆吉布正在西巴基斯坦因叛国罪被扣留。流亡政府後來被普遍稱之為穆治那加政府。